# 末法無戒
末法無戒，佛教術語，指在末法時期不需要遵守細瑣的戒律。這個學說盛行於日蓮宗，淨土真宗因為允許出家比丘食肉娶妻，所以也支持這個說法。最早由日蓮提出，他認為在末法時期，包括布施、持戒等五波羅密皆沒有用處，唯一只能一心信持，稱唸南無妙法蓮華經。這個想法之後被日蓮宗歸納為末法無戒學說。

## 概論
末法無戒的思想，其淵源可能可以追溯到曇鸞、善導等淨土宗祖師。他們主張末法時期，修行持戒、禪定等皆徒勞無功，唯一可行的方法，為信靠阿彌陀佛，持唸佛號，以求往生西方淨土。
據說是最澄著的《末法明燈記》中，曾提出「末法無戒」的說法。但這個著作，一直被懷疑是偽托最澄的作品。日蓮在《四信五品抄》中，引用了《末法明燈記》的說法。